# جیائو جون‌یان
جیائو جون‌یان (انگلیسی: Jiao Junyan; ۶ مهٔ ۱۹۸۷ –) بازیگر اهل چین بود.